# Agenda (księga)
Agenda liturgiczna – zbiór nabożeństw i błogosławieństw dla całego roku liturgicznego w kościołach chrześcijańskich.
W Kościele rzymskokatolickim agenda zawiera przepisy i wskazania duszpasterskie sprawowania liturgii, nabożeństw i błogosławieństw. Wydawana jest osobno w każdej diecezji i przeznaczona jest zarówno dla duchowieństwa jak i wiernych.